# Калістратова Аліна Валеріївна
Алі́на Вале́ріївна Калістра́това (* 6 листопада 1996) — українська спринтерка, змагається у бігу на 60 100 й 200 метрів та естафеті 4 х 100 метрів.

## Життєпис
Представляє команду Харківської області.
Змагалась у жіночій естафеті 4 × 100 метрів на чемпіонаті світу з легкої атлетики 2017 року.
На Чемпіонаті України з легкої атлетики-2017 здобула золоту нагороду в бігу на 200 метрів.
На Чемпіонаті України з легкої атлетики-2018 здобула срібну нагороду в бігу на 100 метрів.
На Чемпіонаті України з легкої атлетики в приміщенні-2018 здобула бронзову нагороду в бігу на 60 метрів.
На Чемпіонаті України з легкої атлетики в приміщенні серед молоді-2018 здобула золоту нагороду в бігу на 60 метрів.